# Vinho de palma

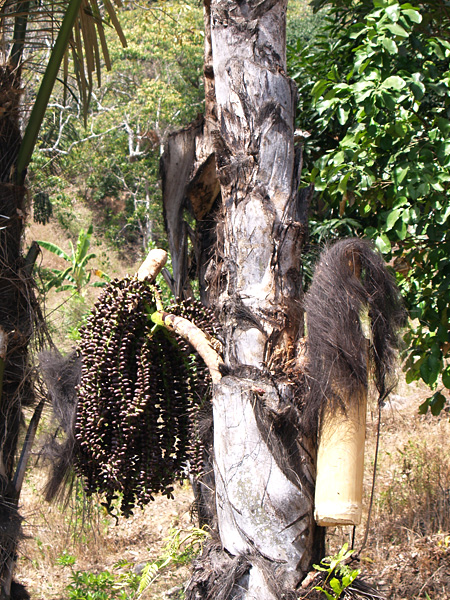
Extração de seiva de palmeira para confecção de vinho de palma em Timor-Leste

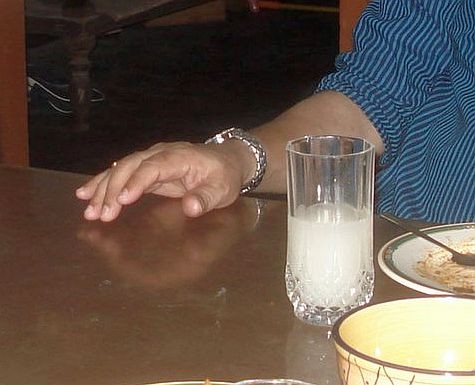
Toddy sendo consumido em Querala, na Índia.

Vinho de palma, também chamado mandijevo, marufo e maruvo (em Angola) ou toddy, é uma bebida alcoólica obtida a partir da fermentação alcoólica da seiva de várias espécies de palmeiras como a palmeira-de-leque-africana e a matebeira.
É consumida somente quando está em estado de plena fermentação, o que pode durar até 5 dias. Quanto mais fermenta, maior será a taxa de álcool.
Em certos países de África é a principal bebida em atividades culturais e em algumas festas tradicionais como o alambamento, reunião dos anciões de uma aldeia ou das autoridades tradicionais e nos julgamentos tradicionais, normalmente acompanhado por noz-de-cola.